# Kot Fatta
Kot Fatta é uma cidade  no distrito de Bathinda, no estado indiano de Punjab.

## Demografia
Segundo o censo de 2001, Kot Fatta tinha uma população de 6493 habitantes. Os indivíduos do sexo masculino constituem 53% da população e os do sexo feminino 47%. Kot Fatta tem uma taxa de literacia de 51%, inferior à média nacional de 59.5%: a literacia no sexo masculino é de 58% e no sexo feminino é de 44%. Em Kot Fatta, 14% da população está abaixo dos 6 anos de idade.